# Alida Withoos

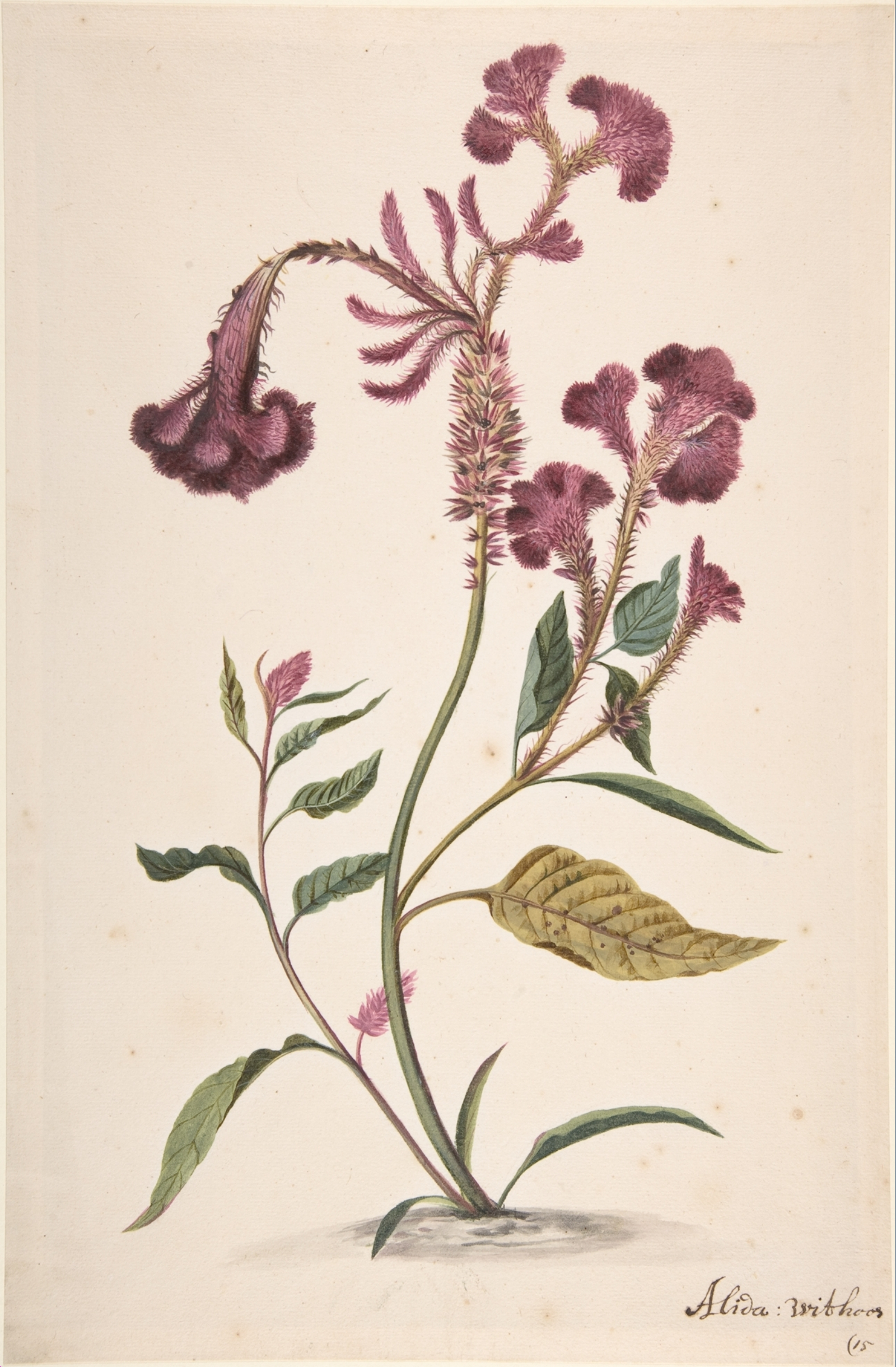
Studie eines Brandschopfes (Celosia argentea), Bleistift und Wasserfarbe, vor 1730.
Elisha Whittelsey Collection, Metropolitan Museum of Art

Alida Withoos (* ca. 1661/1662 in Amersfoort; begraben 5. Dezember 1730 in Amsterdam) war eine niederländische Illustratorin der Botanik und Malerin von Stillleben. Sie wird der kunsthistorischen Epoche des Barock zugerechnet.

## Leben und Werk
Alida Withoos wurde als Tochter des Malers Matthias Withoos (1627–1703) und der Malerin Wendelina van Hoorn (1618–ca. 1680), in Amersfoort geboren. Wie ihre drei Brüder Johannes (1648–ca. 1688), Pieter (1654–1693), Frans (1665–1705) und ihre Schwester Maria (1663–nach 1699), wurde Alida Withoos von ihrem Vater in der Kunst der Stillleben-Malerei und der botanischen Illustration unterrichtet.
Auf Grund der Einnahme Amersfoort, durch Frankreich im sogenannten Rampjaar 1672, zog die Familie nach Hoorn.
Alida Withoos konzentrierte sich vor allem auf die naturgetreue Darstellung von Blumen, Vögeln, Schmetterlingen und Insekten. Zusammen mit ihrem Bruder Pieter besuchte sie, neben anderen Botanik-Illustratoren wie Maria Sibylla Merian und Maria Moninckx (ca. 1673–ca. 1757), das Landhaus der Sammlerin und Botanikerin Agnes Block (1629–1704) Vijverhof aan de Vecht. Dort hatte sie Gelegenheit, seltene Tiere und Pflanzen zu malen. Verschiedenen Quellen zufolge konnte Alida Withoos hier im Jahre 1687 die erste, in Europa gezüchtete, Ananas abbilden, das Bild gilt jedoch als verloren.
1694 zeichnete Alida Withoos im Auftrag von Jan Commelin mehrere exotische Pflanzen des Hortus Botanicus Amsterdam, der gerade neu organisiert wurde und mehrere botanische Einrichtungen zentralisieren sollte. Die Aquarelle wurden Teil des sogenannten Moninckx Atlas, der mit seinen über 400 Pflanzenbeschreibungen und Darstellungen ein monumentales Werk der Botanik darstellt. Auf ihn stütze Carl von Linné einen Großteil seiner Taxonomie, die er in seinem 1753 erscheinenden Werk Species plantarum veröffentlichte.
1701 heiratete Alida Withoos in Hoorn den in Amsterdam ansässigen Andries Cornelisz. van Dalen und beendete damit wahrscheinlich ihre malerische Tätigkeit. Alida Withoos verstarb 1730 in der Prinsengracht in Amsterdam und wurde in der Westerkerk begraben.
Das Rijksbureau voor Kunsthistorische Documentatie (RKD) in Den Haag besitzt mehrere von Alida Withoos signierte Werke. Es wird vermutet, dass auch einige Werke die mit Mathias Withoos signiert sind, von ihr stammen. Dies war ein zu dieser Zeit durchaus übliches Verfahren, wurden doch Töchter vornehmlich durch ihre Väter ausgebildet und erlangten dadurch einen ähnlichen Duktus. Auch einige Bilder, die Rachel Ruysch zugeschrieben wurden, stammen, nach dem RKD, vermutlich von Alida Withoos.